# Reichenbach im Vogtland
Reichenbach im Vogtland é um município da Alemanha, situado no distrito de Vogtlandkreis, no estado da Saxônia. Tem 34,46 km² de área, e sua população em 2019 foi estimada em 20.487 habitantes.